# Hoàng Thị Bảo Trâm
Hoàng Thị Bảo Trâm (sinh ngày 9 tháng Một năm 1987) là một nữ kỳ thủ cờ vua người Việt Nam. Hoàng Thị Bảo Trâm đã 5 lần vô địch cờ vua nữ Việt Nam và nhiều lần được gọi vào đội tuyển cờ vua Việt Nam thi đấu quốc tế. Chị được phong danh hiệu Nữ đại kiện tướng vào năm 2006.

## Thành tích

### Trong nước
- Vô địch cờ vua nữ Việt Nam vào các năm 2010, 2015, 2016, 2017 và 2018[3][4].
- Huy chương vàng đại hội thể thao toàn quốc 2022 cho đoàn thể thao Thành phố Hồ Chí Minh.[5]

### Quốc tế

#### GiảiOlympiad cờ vua nữ:[6]
- Giải đấu năm 2006 ở Turin chị đánh ở bàn hai (+5, =4, -2),
- Giải đấu năm 2008 ở Dresden chị đánh ở bàn bốn (+4, =0, -4),
- Giải đấu năm 2010 ở Khanty-Mansiysk chị đánh ở bàn một (+3, =2, -4),
- Giải đấu năm 2014 ở Tromsø chị đánh ở bàn ba (+4, =2, -3),
- Giải đấu năm 2016 ở Baku chị đánh ở bàn hai (+4, =3, -4),[7]
- Giải đấu năm 2018 ở Batumi chị đánh ở bàn ba (+3, =2, -2).[8]

#### Giải vô địch cờ vua đồng đội nữ thế giới:[9]
- Giải đấu năm 2007 ở Yekaterinburg chị đánh ở bàn ba (+1, =3, -3),
- Giải đấu năm 2009 ở Ningbo chị đánh ở bàn một (+1, =5, -3),
- Giải đấu năm 2011 ở Mardin (+4, =2, -2) chị đánh ở bàn hai và giành được tấm huy chương đồng cá nhân.
- Giải đấu năm 2017 ở Khanty-Mansiysk chị đánh ở bàn hai (+3, =4, -0) và giành được tấm huy chương vàng cá nhân.

#### Giải vô địch cờ vua đồng đội nữ Châu Á:[10]
- Giải đấu năm 2005 ở Isfahan chị đánh dự bị ở bàn một (+3, =2, -0) và giành được tấm huy chương và cá nhân và đồng đội,
- Giải đấu năm 2008 ở Visakhapatnam chị đánh dự bị ở bàn một (+2, =2, -0) và giành được tấm huy chương đồng đồng đội và huy chương bạc cá nhân.
- Giải đấu năm 2014 ở Tabriz (+2, =2, -1) chị đánh ở bàn hai và giành được tấm huy chương đồng cá nhân.
- Giải đấu năm 2016 ở Abu Dhabi (+4, =1, -2) chị đánh ở bàn hai và giành được tấm huy chường đồng cá nhân.

#### GiảiAsian Games:[11]
- Giải đấu năm 2010 ở Quảng Châu (+0, =4, -4) chị đánh ở bàn một và giành được tấm huy chường đồng đồng đội.

#### GiảiAsian Indoor Games:[12]
- Giải đấu năm 2009 ở Hà Nội (+4, =4, -2) chị đánh ở bàn một và giành được tấm huy chương bạc đồng đội.